# La Luna (2011)
La Luna is een korte computeranimatiefilm van Pixar Animation Studios, geregisseerd en geschreven door Enrico Casarosa. De film ging in première op 6 juni 2011 op het Festival International du Film d'Animation d'Annecy in Frankrijk. In 2012 was de film in de bioscopen te zien voorafgaand aan de speelfilm Brave.

## Verhaal
Bambino, een kleine jongen, wordt op een nacht door zijn vader en grootvader meegenomen voor een vaartochtje op zee. Het drietal stopt de boot midden op zee en kijkt hoe de maan opkomt. Met behulp van een lange ladder klimmen ze naar de maan toe, die uit duizenden lichtgevende stenen sterren blijkt te bestaan.
Met hun bezems vegen de drie de sterren aan een kant weg. Hun werk wordt echter verstoord, wanneer een monsterlijke ster op de maan neerstort. Bambino beklimt de ster en vernielt hem met een hamer; de ster valt in tientallen kleinere sterren uiteen. Klaar met hun werk verlaten de drie de maan weer, waarvan de schijngestalte is veranderd van vol naar een sikkel.

## Rolverdeling
- Krista Sheffler - Bambino[3]
- Tony Fucile - Papà[4]
- Phil Sheridan - Nonno (opa)[5]

## Prijzen en nominaties
La Luna werd genomineerd voor een Academy Award voor Beste Korte Animatiefilm.